# MTV Hard Rock Live
MTV Hard Rock Live (alternatieve titel: Live from the Hard Rock) is een livealbum van de Canadese rockband Simple Plan. Het album bevat een concertregistratie met nummers van de twee uitgebrachte albums "No Pads, No Helmets...Just Balls" (2002) en "Still Not Getting Any..." (2005). Het album verscheen niet in de Nederlandse en Belgische hitlijsten
Na het uitbrengen van dit livealbum bleef het ruim 2,5 jaar stil rond de band, tot in 2008 het derde studioalbum uitkwam: Simple Plan.

## Versies
Er zijn twee verschillende versies uitgebracht, de standaardeditie en de fanuitgave. Op de standaarduitgave staat het gehele concert, een akoestische versie van "Crazy", livevideo's van de nummers "Jump" en "Shut Up!" en een boekje met foto's van het optreden. De fanuitgave bevat zowel audio als video in surround sound, akoestische versies van "Crazy", "Welcome to my Life" en "Perfect", een toerboek en een speld en borduurlapje van de band.

## Tracklist
| Nr. | Titel                                   | Duur |
| --- | --------------------------------------- | ---- |
| 1.  | Shut Up!                                | 4:18 |
| 2.  | Jump                                    | 4:32 |
| 3.  | The Worst Day Ever                      | 4:20 |
| 4.  | Addicted                                | 4:14 |
| 5.  | Me Against the World                    | 3:46 |
| 6.  | Crazy                                   | 4:58 |
| 7.  | God Must Hate Me                        | 4:02 |
| 8.  | Thank You                               | 5:39 |
| 9.  | Welcome to My Life                      | 4:52 |
| 10. | I'm Just a Kid                          | 5:07 |
| 11. | I'd Do Anything                         | 4:44 |
| 12. | Untitled (How Could This Happen to Me?) | 4:23 |
| 13. | Perfect                                 | 5:45 |
| 14. | Crazy (Akoestische versie)              | 3:55 |

| Nr. | Titel                                                 | Duur |
| --- | ----------------------------------------------------- | ---- |
| 1.  | Welcome to my Life (Akoestisch, alleen op fanuitgave) | 3:35 |
| 2.  | Perfect (Akoestisch, alleen op fanuitgave)            | 4:06 |
| 3.  | Promise (Live, alleen op Japanse uitgave)             |      |